# جاسم بن جابر
جاسم بن جابر والمعروف أيضًا باسم رقراقي، كان قرصانًا نشطًا في الخليج العربي في القرن التاسع عشر.
كان ابن جابر يتخذ من خور العديد قاعدة له، وكان يهاجم السفن البريطانية في الخليج العربي، وكانت القوافل تحمل الغنائم إلى الداخل. قام خليفة بن شبخوت حاكم أبو ظبي، بعد حصوله على إذن من السلطات البريطانية المقيمة، بمهاجمة خور العديد في أيار 1836، مما أسفر عن مقتل 50 رجلًا وتدمير منازلها وحصنها. وفي أعقاب الهجوم، لجأ ابن جابر إلى الدوحة في أيلول 1836 م. وقد حُذر رئيس الدوحة من إيواء ابن جابر، لكنه رفض الاستجابة للتحذير. في أعقاب استيلاء ابن جابر على سفينة بريطانية قبالة رأس الخيمة في شباط 1841، تعرضت مدينة الدوحة للقصف من القوات البريطانية كعقاب على استمرارها في توفير ملاذ آمن له.

## طالع أيضًا
- القرصنة في الخليج العربي

## روابط خارجية
- التاريخ العربي لأبو ظبي يذكر جاسم